# Laurens Spengler (1677-1730)
Laurens Spengler (Delft, 16 mei 1677 – Zaltbommel, 4 oktober 1730) was burgemeester van Zaltbommel.
Spengler werd in 1703, 26 jaar oud, schepen (wethouder) te Zaltbommel, van 1704 tot 1708 drossaard van Waalre, Valkenswaard, Aalst en Weerde, burger van Zaltbommel (hij verkreeg daar het burgerschap op 1 juli 1706) en ontvanger der convooien en licenten aldaar.
Van 1713 tot 1727 was hij 'presiderend burgemeester' van Zaltbommel. In die hoedanigheid gaf hij opdracht om een kaart van het gebied te maken. Hij was ook schepen (wethouder) in de Hoge Bank van Zuilichem (1728-1729) en gecommitteerde ter Staten-Generaal.

## Huwelijken
Hij trouwde drie keer en werd vader van onder anderen Charlotte Catharina Spengler (1709–1760) die trouwde met Johan Cox (-1775), schepen en vanaf 1731 burgemeester van Zaltbommel, en van Johan Carel (Jan Karel) Spengler (1716–1789), generaal-majoor.